# Orly
Orly je južno predmestje Pariza in občina v  departmaju Val-de-Marne osrednje francoske regije Île-de-France. Leta 1999 je imelo naselje 20.470 prebivalcev.
Naselje je dalo ime francoskemu mednarodnemu letališču Pariz-Orly, katerega četrtina ozemlja se nahaja v njegovi občini, četrtina v Villeneuve-le-Roi, ostali del pa v sosednjem departmaju Essonne.

## Geografija
Občina meji na severu na Thiais in Choisy-le-Roi, na vzhodu na Villeneuve-Saint-Georges, na jugu na Villeneuve-le-Roi, na zahodu pa na Paray-Vieille-Poste (departma Essonne).

## Administracija
Orly je sedež istoimenskega kantona, katero je sestavni del okrožja Créteil.